# Александър Самарджиев (Солун)
 Тази статия е за дееца на Македонските братства от Солун.  За военния деец от Просечен вижте Александър Самарджиев (Просечен).  
Александър Христов Самарджиев е български общественик от Македония.

## Биография
Александър Самарджиев е роден в Солун. Работи като хотелиер и търговец. Касиер на Солунското благотворително братство в София.
Към 1941 година е съветник в Националния комитет на Съюза на македонските емигрантски организации.
На 10 ноември 1941 година е избран за председател на Солунския български клуб. Самарджиев обаче влиза в конфликт с генерал Атанас Жилков и офицера за връзка към германското командване Любомир Митков и през февруари 1942 година е отстранен от длъжността си и председателството на Солунския български клуб е поето от Димитър Шанов. Няколко месеца по-късно, в края на лятото на 1942 година, Самарджиев, заедно с други членове на Клуба, се опитва да измести Шанов, обвинявайки го в злоупотреба и превишаване на правата, но това не става, тъй като Шанов има подкрепата на Митков.
След Деветосептемврийския преврат в 1944 година е изселен от София в Гложене и по-късно арестуван, през 1945 година е съден по процеса на Дванадесетия върховен състав на Народния съд.